# ديرتاعس (عبس)

تعديل مصدري - تعديل

ديرتاعس هي إحدى قرى عزلة الوسط بمديرية عبس التابعة لمحافظة حجة، بلغ تعداد سكانها 334 نسمة حسب تعداد اليمن لعام 2004.